# استیپه پلتیکوسا
استیپه پلتیکوسا (کرواتی: Stipe Pletikosa؛ زادهٔ ۸ ژانویهٔ ۱۹۷۹) بازیکن فوتبال پیشین اهل کرواسی است. او دروازه‌بان تیم ملی فوتبال کرواسی بود و برای این تیم ۱۱۴ بازی انجام داده‌است.

## افتخارات

### باشگاهی
هایدوک اسپلیت
- لیگ فوتبال کرواسی: ۰۱–۲۰۰۰
- جام کرواسی: ۰۰–۱۹۹۹، ۰۳–۲۰۰۲

شاختار دونتسک
- لیگ برتر فوتبال اوکراین: ۰۵–۲۰۰۴
- جام حذفی فوتبال اوکراین: ۰۴–۲۰۰۳
- سوپر جام فوتبال اوکراین: ۲۰۰۵

روستوف
- جام حذفی فوتبال روسیه: ۱۴–۲۰۱۳